# Tommaso de Pra

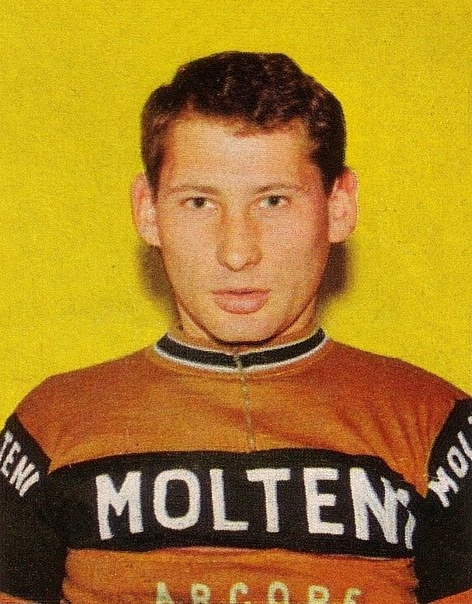
Tommaso de Pra

Tommaso de Pra (* 16. Dezember 1938 in Mortara (Lombardei)) ist ein ehemaliger italienischer Radrennfahrer.

## Sportliche Laufbahn
Als Amateur siegte er 1961 im Eintagesrennen Milano–Genova und 1962 im Gran Coppa Vallestrona. 1964 wurde er Berufsfahrer im Radsportteam I.B.A.C., wechselte später zu Molteni und Salvarani. 1965 gewann er die Coppa Agostini vor Roger Pingeon, 1967 die Trofeo Colzani Cabiate und 1968 die Rennen Circuito di Felino und Circuito degli Assi. 
Etappensiege holte er 1966 in der Tour de France, 1967 in der Tour de Suisse und im Rennen Tirreno–Adriatico und 1968 in der Vuelta a España.
De Pra bestritt alle Grand Tours. In der Tour de France 1966 und 1971 schied er aus. Im Giro d’Italia wurde er 1965 55., 1967 68., 1968 53. und 1969 72. des Endklassements. In der Vuelta a España 1968 schied er aus.
Im Rennen der UCI-Straßen-Weltmeisterschaften 1967 wurde er als 41. klassiert, 1968 schied er aus. 1971 beendete er seine Laufbahn als Radprofi.